# Lasioglossum pinnatum
Lasioglossum pinnatum är en biart som först beskrevs av Joseph Vachal 1910.  Lasioglossum pinnatum ingår i släktet smalbin, och familjen vägbin. Inga underarter finns listade i Catalogue of Life.